# Haugschlag
Haugschlag je obec v Rakousku ve spolkové zemi Dolní Rakousy v okrese Gmünd. Žije v ní 485 obyvatel (podle sčítání z roku 2016).

## Poloha
Haugschlag leží na severozápadě spolkové země Dolní Rakousy v regionu Waldviertel. Nachází se zde golfový klub Haugschlag-Waldviertel. Rozloha obce činí 22,65 km², z nichž 65,58 % je zalesněných.
Zajímavostí je, že se na území obce nachází nejsevernější bod Rakouska.

### Členění
Území obce Haugschlag se skládá ze čtyř částí (v závorce uveden počet obyvatel k 1. 1. 2015):
- Griesbach (103)
- Haugschlag (241)
- Rottal (72)
- Türnau (77)

## Galerie

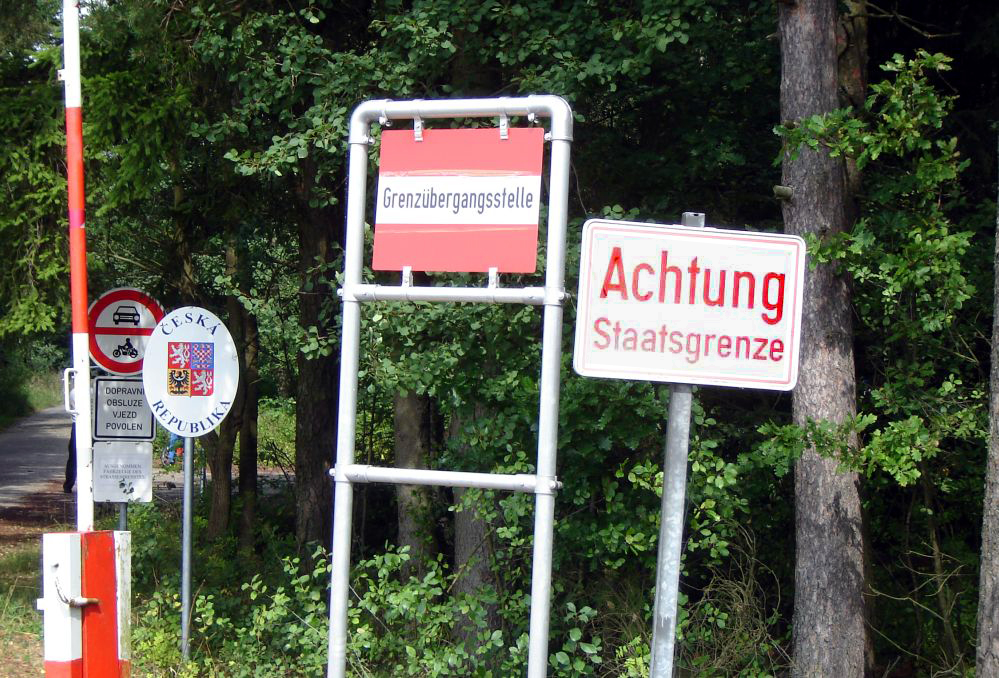
Státní hranice u Haugschlagu
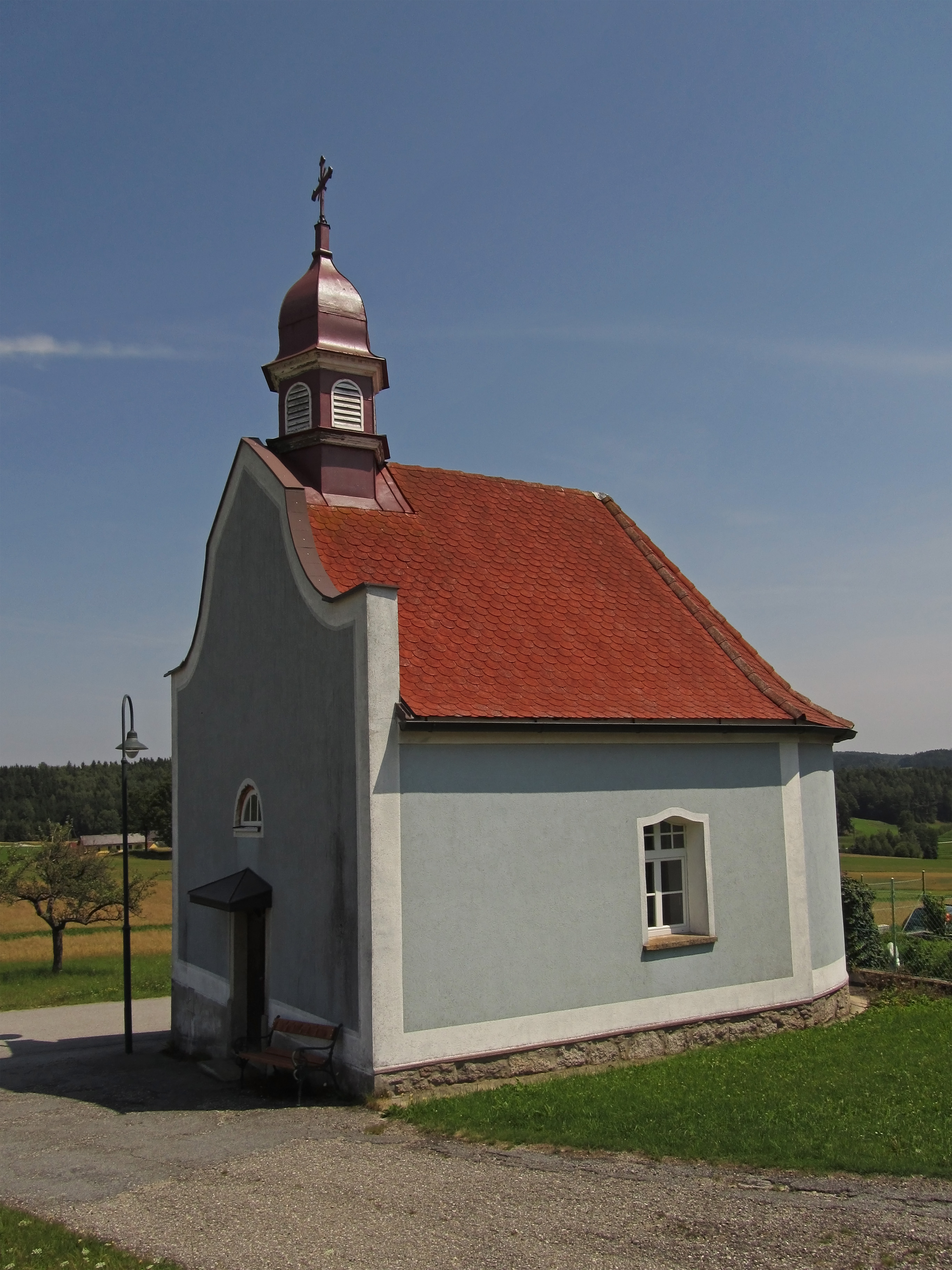
Kaplička v Türnau